# Марієць
Марі́єць (рос. Мариец, марій. Мариец) — селище у складі Марі-Турецького району Марій Ел, Росія. Адміністративний центр Марійського сільського поселення.
У період 1939-1997 років селище мало статус селища міського типу.

## Населення
Населення — 728 осіб (2010; 977 у 2002).
Національний склад (станом на 2002 рік):
- росіяни — 53 %
- татари — 40 %